# Ядринский уезд
Я́дринский уе́зд (чув. Етӗрне уесӗ) — административно-территориальная единица Казанской губернии, Чувашской АО и Чувашской АССР, существовавшая в 1708—1927 годах. Уездный город — Ядрин.

## История

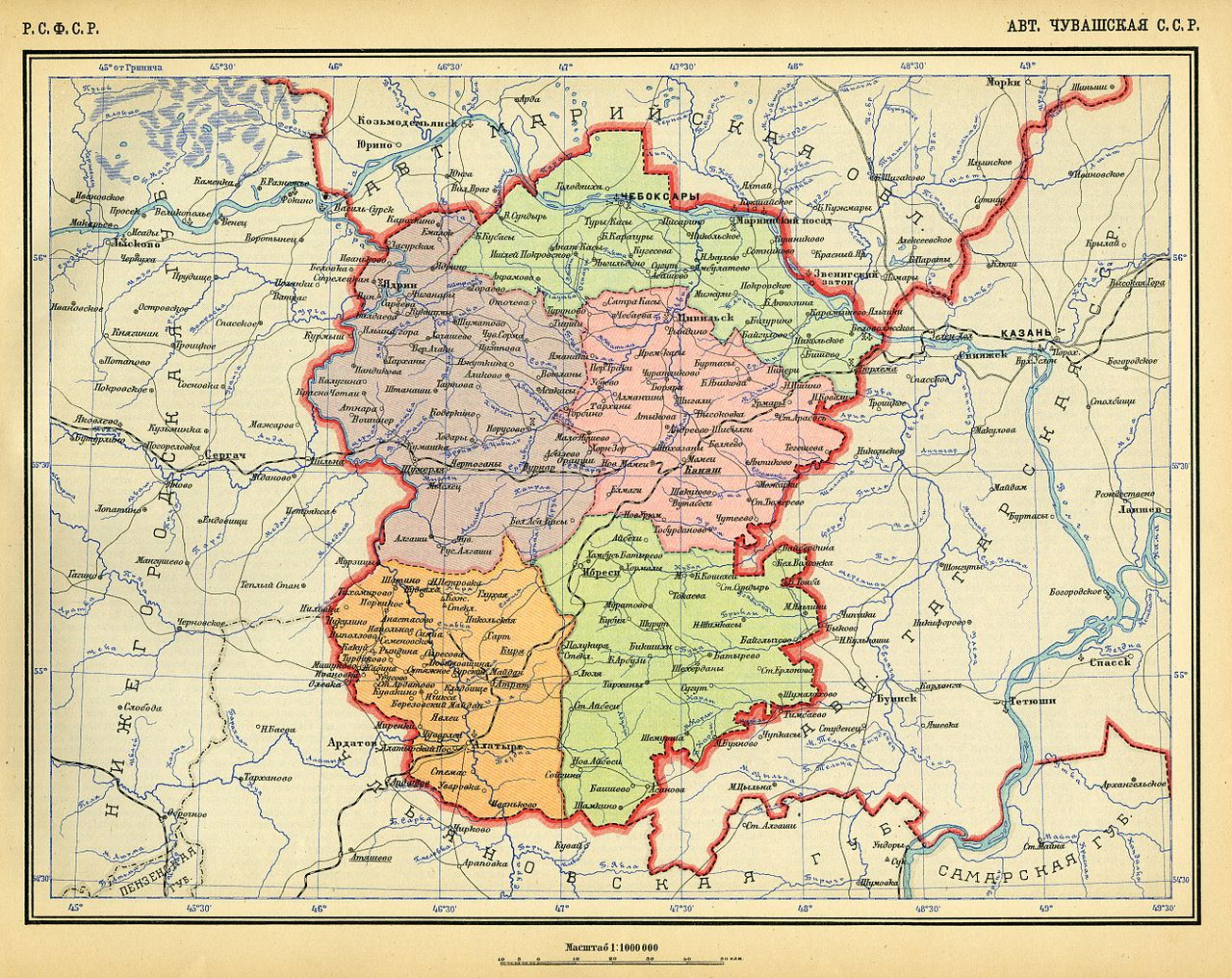
Ядринский уезд в составе Чувашской АССР

Ядринский уезд сформировался в 90-е годы XVI века вокруг основанного в 1590 году города Ядрина. Основную массу населения уезда в XVII веке составляли ясачные чувашские крестьяне. По неполным данным, в 80—90-х годах XVII века в Ядринском уезде было 1258 ясачных и 40 частновладельческих дворов. В первой четверти XVIII века ясачные крестьяне и некоторые категории служилых людей были переведены в разряд государственных крестьян. В 1723 году податное население Ядринского уезда насчитывало 9,2 тыс. чел. — 581 горожанин и 8,6 тысяч крестьян. Среди крестьян первое место по численности занимали государственные — 8 тыс. чел. (чуваши); затем шли помещичьи — 363 чел. (русские); церковно-монастырские — 221 чел. (русские).
Во второй половине XVIII века церковно-монастырские крестьяне были переведены в разряд государственных. В результате в 1795 году в Ядринском уезде насчитывалось 60,7 тыс. чел. государственных крестьян — 59,7 тыс. чувашей, 971 русских и 15 тыс. помещичьих русских крестьян. По данным переписи 1897 года, в Ядринском уезде без города проживало 152 тыс. чел. (77,2 тыс. женщин, 74,8 тыс. мужчин), в том числе чувашей 140,3 тыс. чел.; русских 11,6 тыс. чел.; татар 40 чел.; мордвы 23 чел. и 13 человек других национальностей. По социальной принадлежности: 150,8 тыс. крестьян, 565 представителей духовенства, 551 мещанин, 60 почётных граждан, 52 личных и потомственных дворянина, 17 купцов, 1 казачка, 8 представителей других сословий, 7 человек, не указавших сословия (4 муж., 3 жен.).
Основным занятием населения уезда было земледелие. В XVIII веке (до 1774 года) в уезде было 4 винокуренных завода (все частные). Также известны кожевенные и салотопенные заводы купца А. И. Засыпкина. В 1882 году имелись 1 винокуренный и 1 поташный заводы. По данным 1901 года, в уезде располагались 1 винокуренный и 1 маслобойный заводы, 827 мелких промышленных заведений (в том числе 784 мельницы, маслобойни и т. п.), 4 больницы, 131 школа.
До 1708 года Ядринский уезд находился на территории управляемой Приказом Казанского дворца, в 1708 году вошёл в Казанскую губернию; в 1714 году был включен в Нижегородскую губернию и в 1719 году был приписан к Алатырской провинции этой же губернии. В 1779 году Ядринский уезд снова вошёл в Казанскую губернию; в 1781—1796 годы находился в Казанском наместничестве; в 1796 году был включён в состав вновь образованной Казанской губернии.
18 июня  1920 года Ядринский уезд был передан в Нижегородскую губернию.
24 июня 1920 года уезд вошёл в состав вновь образованной Чувашской АО, к нему была присоединена Мало-Карачкинская волость Козьмодемьянского уезда Нижегородской губернии.
7 сентября 1920 года к Ядринскому уезду были присоединены Алгашинская, Атаевская, Красночетаевская, Пандиковская, Торхановская и Ходаровская волости Курмышского уезда Симбирской губернии.
С 21 апреля 1925 года в составе Чувашской АССР.
1 октября 1927 года Ядринский уезд был упразднён, а на его территории образован Ядринский район.

## Население
По данным переписи 1897 года в уезде проживало 154 493 жит. В том числе чуваши — 90,9 %, русские — 9,0 %. В уездном городе Ядрин проживало 2 454 чел.
По итогам всесоюзной переписи населения 1926 года население уезда составило 227 786 человек, из них городское (город Ядрин) — 3 524 человек.

## Административное деление
В XVII—XVIII веках Ядринский уезд включал в себя три волости:
- Выльская волость,
- Сорминская волость,
- Ядринская волость,

В 1913 году в уезде было 13 волостей:
- Аликовская волость,
- Асакасинская волость,
- Балдаевская волость,
- Малояушевская волость,
- Норусовская волость,
- Тойсинская волость,
- Тораевская волость,
- Убеевская волость,
- Хочашевская волость,
- Чебаевская волость,
- Чувашско-Сорминская волость,
- Шуматовская волость,
- Ядринская волость.

В 1913 году в Ядринском уезде без города было 603 населённых пункта.